# 史蒂芬·列维特

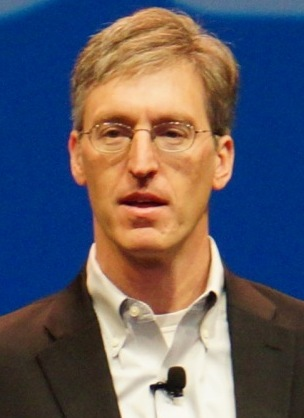
史蒂芬·列维特

史蒂芬·列维特（英語：Steven David Levitt，1967年5月29日—）是一名美国经济学家。他以在犯罪领域、尤其是在犯罪率与堕胎合法化之间的关系的研究上闻名。他曾获得2003年的约翰·贝茨·克拉克奖，而克拉克奖常被看作是仅限于40岁以下经济学家的最高荣誉。
列维特现在是美国芝加哥大学经济学系和本科学院的William B. Ogden荣誉讲席终身教授、芝加哥大学布斯商学院价格理论中心主任。他同时还是美国科学院院士，并曾任《政治經濟學期刊》（Journal of Political Economy）的主编和《经济学季刊》（Quarterly Journal of Economics）的编辑。他的声誉得到了整个经济学界的公认。他参与了畅销书《蘋果橘子經濟學》及其续集《超爆蘋果橘子經濟學》的写作。列维特被时代周刊评为“100位成就世界的人”之一。

## 职业生涯
史蒂芬在一个犹太家庭出生。他1989年毕业于哈佛大学，1994年在麻省理工大学取得经济学博士学位。他目前是经济学的Alvin H. Baum教授，芝加哥大学价格理论贝克研究中心的主管。2003年，他获得了约翰·贝茨·克拉克奖，此奖由美国经济学会颁发，用来奖励美国40岁以下最有前景的经济学家。2005年4月，列维特出版了他的第一本书《魔鬼经济学》（与史蒂芬·都伯纳同著），此书成为纽约时报评出的畅销书。列维特和都伯纳著有博客。

## 研究
他对多种经济命题有研究，包括犯罪，政治以及体育，包括超过60部学术著作。比如他的《An Economic Analysis of a Drug-Selling Gang's Finances》（2000年），研究了犯罪团伙的书面会计报告，得出了一些关于犯罪团伙成员的收入分配的结论。在他的最著名也是受争议最大的论文（《The Impact of Legalized Abortion on Crime》（2001年），与约翰·多诺霍同著）中，他提出在美国的堕胎合法化导致了18年之后犯罪率的下降，并说被遗弃的儿童更有可能犯罪，而堕胎的合法化减少了遗弃儿童的数量，并由此带来犯罪率的下降。

### 犯罪
在他的其他论文中，列维特对犯罪的研究的范围涵盖了监狱人数、警察人数，以及堕胎的合法地位等对犯罪率的影响。

#### 监狱人数
在列维特1996年关于监狱人数的范文中，列维特用监狱过满的诉讼，得出了这样的结论：在监狱已满的情况下，监狱里每增加一个人，都会使得每年一级犯罪减少15起。

#### 犯罪团伙理财
列维特与Sudhir Venkatesh分析了一个详细显示了某毒品犯罪团伙的财务机制的资料，他们发现犯罪团伙的工资收入比在市场上的合法收入稍高，却不能够抵消贩卖毒品的高风险。他们认为高预期收入是加入犯罪团伙的原动力。

### 政治
列维特对于政治的研究包括了对竞选经费的研究（中位选民定理），以及联邦花费所产生的影响。

### 酒后驾驶与事故率的关系
列维特与波特发现，血液内含有酒精的驾驶者发生致命车祸的可能性是清醒的驾驶者的8倍。他们由此估计对醉酒驾驶的最合理的罚款数是8000美元。

## 名言
- “与其说回归分析是一种科学，不如说它是一种艺术。”
- “如果你有一把枪，并且院子里有个游泳池，这个游泳池杀死你孩子的概率是那把枪的100倍。”
- “我对经济学领域并不了解很多。我不擅长数学，我不精通計量經濟学，我也不知道怎样发展经济理论。”

## 著作
- 《蘋果橘子經濟學》(2005)
- 《超爆蘋果橘子經濟學》(2009)
- 《蘋果橘子思考術：隱藏在熱狗大賽、生吞細菌與奈及利亞詐騙信中的驚人智慧》(2014)
- 《蘋果橘子創意百科：何時搶銀行等131個驚人良心建議》(2015)